# NGC 3602
NGC 3602 ist eine Spiralgalaxie mit aktivem Galaxienkern vom Hubble-Typ Sb im Sternbild Löwe auf der Ekliptik. Sie ist schätzungsweise 265 Millionen Lichtjahre von der Milchstraße entfernt und hat einen Durchmesser von etwa 65.000 Lichtjahren.

Im selben Himmelsareal befinden sich u. a. die Galaxien NGC 3592, NGC 3598, NGC 3605, IC 2703.
Das Objekt wurde am 4. März 1865 von Albert Marth entdeckt.